# 鄭均植
鄭 均植（チョン・ギュンシク、朝鮮語: 정균식、1903年または1904年5月13日 - 1957年4月15日）は、日本統治時代の朝鮮および大韓民国のジャーナリスト、政治家。潭陽面長、制憲韓国国会議員。本貫は草渓鄭氏。

## 経歴
全羅南道潭陽郡潭陽邑南山里出身。潭陽公立普通学校卒、京城中東学校卒業または中退、東京成城中学校卒、青山学院人文科中退。日本統治時代は東亜日報潭陽支局記者、新幹会潭陽支会政治・文化委員、潭陽面長、南山農場代表を務めたほか、精米業や育英養老事業を営んだ。光復後は建準会員、韓国民主党全国発起人、大韓独立青年連盟潭陽郡委員長、朝鮮民族青年団潭陽郡団長、国会議員を務めた。
1957年4月15日、潭陽邑南山里の郷里の邸宅で死去。

## エピソード
娘だけがおり、息子がいないため、一家のソウルへの転出により、2017年時点で故郷の潭陽には子孫がもう住んでいない。